# Louis-Jean-Marie Rémy
Louis-Jean-Marie Rémy, né le 4 décembre 1792 à Paris et mort le 2 février 1869 dans la même ville, est un peintre français.

## Biographie
Louis-Jean-Marie Rémy est né le 4 décembre 1792 à Paris. Il est élève de J. Cogniet. Il expose des vues et des paysages au Salon de Paris de 1827 à 1846, et entre autres à Bordeaux, Douai, Cambray et Lille.
Louis-Jean-Marie Rémy meurt en février 1869 dans sa ville natale.

## Œuvres
- Vue de l'ancien château de Sept-Monts[4].